# Harvard College Observatory

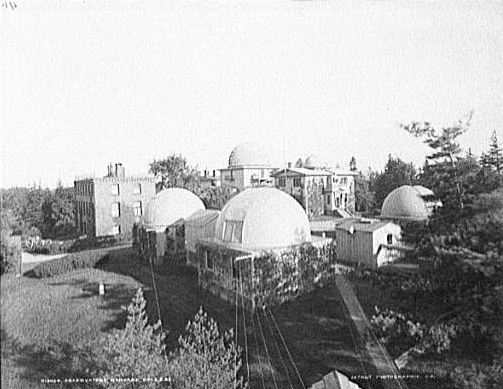
Harvard College Observatory w 1900 roku

Obserwatorium Harvarda (Harvard College Observatory) – obserwatorium astronomiczne Uniwersytetu Harvarda (Harvard University w Cambridge) w USA. Wraz z Smithsonian Astrophysical Observatory od 1973 roku tworzy Centrum Astronomiczne Harvard-Smithsonian.
W Harvard Observatory prowadzone są prace z zakresu fotometrii i spektroskopii gwiazd, mgławic, galaktyk, badań gwiazd zmiennych.

## Historia
Obserwatorium zostało założone w 1839 roku. W latach 1847–1852 w obserwatorium pracował pionier fotografii John Adams Whipple oraz astronom William Cranch Bond (dyrektor obserwatorium), którzy wspólnie użyli teleskopu Harvard’s Great Refractor do tworzenia obrazów Księżyca. Teleskop ten był w owym czasie największym przyrządem astronomicznym tego typu na świecie, a zdjęcia Księżyca przez niego wykonane otrzymały w 1851 roku nagrodę za wysoką jakość techniczną na Wystawie Światowej w Crystal Palace w Londynie. W nocy z 16 na 17 lipca 1850 roku w obserwatorium otrzymano pierwsze w historii zdjęcie gwiazdy. Był to dagerotyp gwiazdy Wega.

## Filie
Obserwatorium ma trzy filie:
- Oak Ridge w Massachusetts, w którym znajduje się teleskop zwierciadlany o średnicy 155 cm i kamera Schmidta o średnicy 60 cm,
- Climax w Kolorado będąca stacją wysokogórską zajmującą się głównie badaniem Słońca,
- Boyden Station koło Bloemfontein w Republice Południowej Afryki[1].

## Naukowcy i darczyńcy związani z obserwatorium

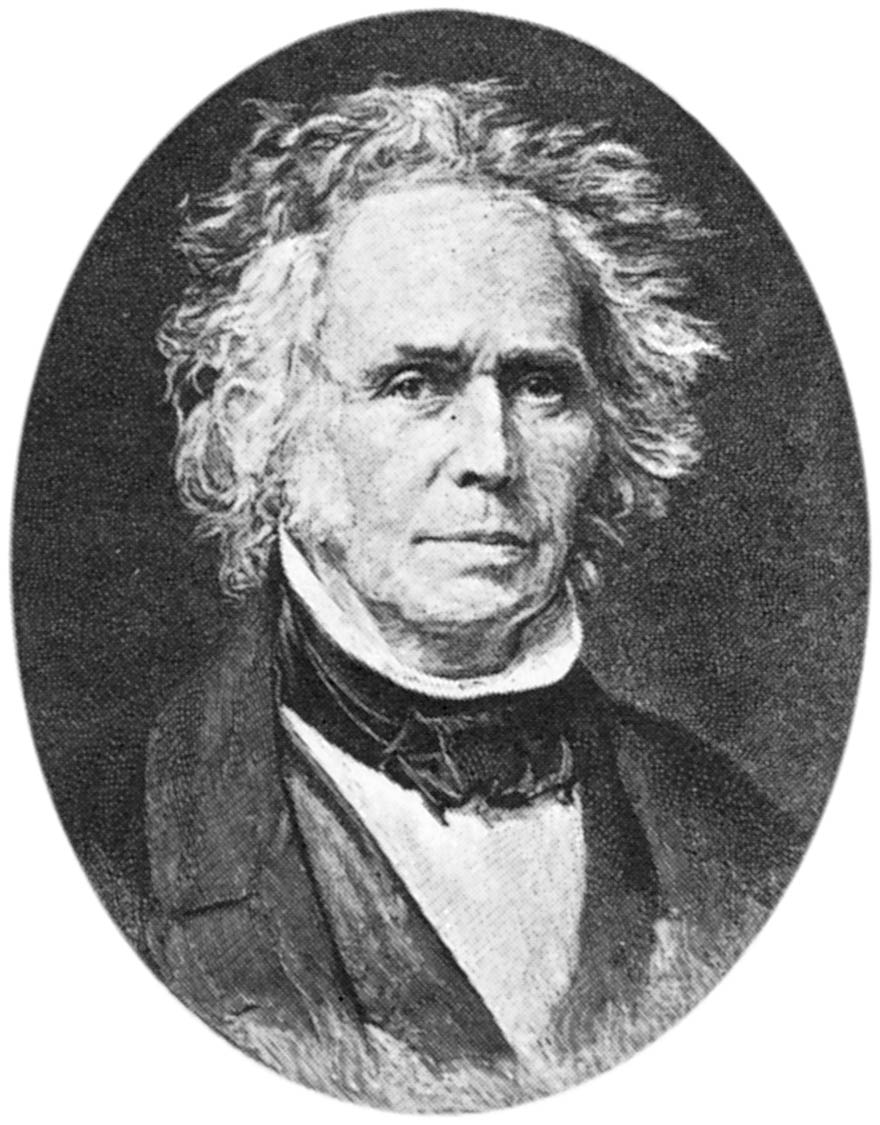
William Cranch Bond, pierwszy dyrektor Obserwatorium Harvarda (w latach 1839-1859)

- William Cranch Bond (1789–1859) – amerykański astronom, odkrywca Hyperiona – ósmego satelity Saturna (1848) i wynalazca elektrycznego chronografu.
- Edward Charles Pickering (1846-1919) – amerykański astronom, prowadził badania w dziedzinie fotometrii. Dyrektor Obserwatorium Harvarda w latach 1877-1919.
- Henrietta Swan Leavitt (1868–1921) – amerykańska astronom, która w 1912 r. wykryła zależność pomiędzy okresem i jasnością absolutną cefeid, co umożliwiło pomiar odległości galaktyk i gromad gwiazd zawierających cefeidy. Jako pierwsza skatalogowała gwiazdy zmienne w Obłoku Magellana.
- DeLisle Stewart (1870–1941) – amerykański astronom, w obserwatorium w Arequipie wykonał zdjęcia, dzięki którym William Henry Pickering odkrył księżyc Saturna Febe.
- John Adams Whipple (1822–1891) – amerykański fotograf i wynalazca, pionier fotografii nocnej.
- Annie Jump Cannon (1863–1941) – amerykańska astronom, jedna z twórców systemu klasyfikacji gwiazd wg ich temperatur.
- Cecilia Payne-Gaposchkin (1900–1979) – brytyjsko-amerykańska astronom, która w 1925 r. jako pierwsza zasugerowała, że Słońce zbudowane jest głównie z wodoru.
- Willem Jacob Luyten (1899–1994) – holendersko-amerykański astronom, odkrywca gwiazdy Luytena.
- Bohdan Paczyński (1940–2007) – polski astronom i astrofizyk, zajmujący się głównie teorią ewolucji gwiazd, dysków akrecyjnych, mikrosoczewkowania grawitacyjnego oraz rozbłyskami gamma.
- Catherine Wolfe Bruce (1816–1900) – fundatorka teleskopów dla obserwatorium.
- Ernst Öpik (1893–1985) – estoński astronom, który zaproponował istnienie odległego okołosłonecznego obłoku materii, z którego miałyby pochodzić komety (Obłok Oorta).